# Księga o sztuce handlu
Księga o sztuce handlu (wł. Il libro dell’arte di mercatura) – napisany latem 1458 roku przez raguzańskiego kupca Benedetto Cotrugli traktat o sztuce handlu, w którym zawarł jako pierwszy opis zasad podwójnej księgowości, wyprzedzając tym samym o 33 lata opis Luki Paciolliego z roku 1491. Dzieło powstało w Castro Serpici, gdzie Cotruglio schronił się przed panującą w owym czasie w Neapolu zarazą i został zadedykowany Francesco Stefani, młodemu kupcowi z Dubrownika.

## Budowa i treść traktatu
Formuła traktatu odnosi się do aspektów technicznych i etycznych działalności kupieckiej. Celem dzieła było usystematyzowanie wiedzy na temat wymiany towarowo-pieniężnej w przystępnej formie, która ułatwiałaby osobom rozpoczynającym działalność handlową rozwiązywanie różnych praktycznych dylematów. Traktat został napisany w formie czterech ksiąg. W pierwszej z nich Cotruglio opisuje techniczne aspekty działalności kupieckiej. Wyjaśnia genezę handlu, przedstawia historię jego rozwoju oraz korzyści jakie przynosi działalność kupiecka. Zostały tam opisane takie zagadnienia jak wybór właściwego miejsca dla prowadzenia działalności handlowej, rodzaje wymiany, takie jak barter, kredyt, weksle oraz zasady prowadzenia ksiąg handlowych i rodzaje działalności handlowej (specjalizacje kupców). Odrębny rozdział pierwszej księgi został poświęcony opisowi czynności, które są zakazane w działalności kupieckiej – Cotruglio wymienia nadmierne upijanie się, gry hazardowe, obracanie się w złym towarzystwie, obżarstwo, przemyt oraz alchemię, związaną w tamtym czasie z wytwarzaniem trucizn. W księdze drugiej został opisany problem pobożności kupca. Autor wspomina w tej części o zbawczym znaczeniu uczestniczenia w mszy świętej, regularnej modlitwy oraz jałmużny. W trzeciej księdze przedstawiono przymioty osobiste kupca, które musi on posiadać, aby móc siebie tak nazwać, zaś w czwartej opisano praktyczne zagadnienia związane z gospodarowaniem pieniędzmi i majątkiem oraz kształtowaniem relacji w rodzinie – wyborem żony oraz wychowaniem i uposażeniem dzieci. Ostatni, dziesiąty rozdział czwartej księgi został poświęcony zagadnieniu zakończenia działalności kupieckiej i przygotowaniu się kupca na moment śmierci poprzez oczyszczenie sumienia, oddanie tego co zostało nieuczciwie wzięte oraz codzienne czytanie Pisma Świętego:

Czytaj ponownie twoje księgi handlowe i oczyść sumienie, i oddaj nieuczciwie wzięte. Nieustannie czytaj Pismo Święte i nie wracaj więcej do miasta, i nie myśl o nim ani o światowych nowinkach. Myśl ciągle o życiu wiecznym i o rajskich sprawach. I nigdy nie próżnuj i zawsze coś rób, modląc się, pisząc, dyktując, czytając czy pracując ręcznie, i tak prowadź życie w ciszy, w duchowym i cielesnym spokoju. I bardzo rzadko rozmawiaj z ludźmi ze świata, i tak dopóki wszechmogący Bóg nie zamknie ci ziemskich oczu i nie powiedzie cię do życia wiecznego.

## Podwójna księgowość
Dzieło Benedykta Cotruglio zwróciło uwagę badaczy ze względu na, jak dotąd najwcześniejszy w dziejach, teoretyczny opis stosowania w księgach rachunkowych reguły podwójnego zapisu. Początki jej stosowania nie są dokładnie znane. Przypuszczalnie powstała ona w jednym z miast włoskich w wieku XIV i rozprzestrzeniła się na inne ośrodki handlowe wschodniego Adriatyku. Jej zastosowanie odnaleźć można w księgach handlowych dubrownickiej rodziny kupców Kabužiciów prowadzonych w latach 1426–1433, a wydanych w 1999 roku w Belgradzie przez D. Kovaćevića-Kojića. Benedykt Cotruglio opis reguły podwójnego zapisu zamieścił w trzynastym rozdziale pierwszej księgi swojego traktatu, zatytułowanym O porządnym prowadzeniu ksiąg rachunkowych:

A zatem kupiec powinien prowadzić przynajmniej trzy księgi, to jest: notatnik, dziennik i wielką księgę. Aby postępować według porządku, rozpoczynamy od wielkiej księgi, która winna mieć register, aby móc szybko znaleźć to, co się chce. W wielkiej księdze należy pisać w następujący sposób: po pierwsze powinieneś ją oznaczyć i nazwać; pierwszą księgę mają zwyczaj nazywać „A”. Następnie, kiedy owa oznaczona „A” będzie pełna, następną nazwiemy „B”, i tak kolejno idąc przez cały alfabet. I tą samą literą, którą została oznaczona księga, winien być oznaczony dziennik, register i notatnik. Zrobiwszy to, powinieneś u góry pierwszej karty wpisać tytuł i wezwać w inwokacji imię Boga, i kogo jest księga, i jacy są jego partnerzy, i jak się prowadzi księgę, i ile ma stron itd. Zrobiwszy to, powinieneś zobaczyć, ile wynosi twój kapitał i z czego się składa, i ułożyć go w następujący sposób: dobra, które masz, muszą być jako dłużnik, a wierzycielem musi być kapitał. Na przykład masz 100 bel sukna, które kosztowały cię 1000 dukatów, robisz tak: kapitał musi wynosić tysiąc dukatów w pewnym dniu miesiąca, co jest wartością 100 bel sukna, które jestem dłużny, jeżeli to sukno ma taką wartość. Ta sama kwota musi być wpisana w innym miejscu: sukno warte tysiąc dukatów w oznaczonym dniu miesiąca i to jest to sto bel sukna, które jestem dłużny, jeżeli mój kapitał ma taką kwotę. I tak wszelka kwota, która się zapisuje w tej księdze, musi być zapisana dwa razy, raz oznacza dłużnika, tego, który musi oddać, drugi raz oznacza wierzyciela, który musi mieć.

## Wydania
Pomimo że Cotruglio znał łacinę, to oryginał traktatu został napisany w języku włoskim, w jego południowej odmianie tzw. lingua cortigiana. Autor uznał ten język za bardziej rozpowszechniony i przystępny dla kupców. Sam oryginał traktatu nie zachował się, a wśród badaczy rozpowszechniony był pogląd, iż jedyny egzemplarz dzieła był przechowywany w Dubrowniku przez rodzinę Benedykta Cotruglio przez następne 100 lat, po czym, już jako kopia, trafił do Włoch dzięki Giovaniemu Giuseppi i został wydany w Wenecji w 1573 roku w księgarni All’Elefanta przez Franceska Patrizi. W pierwszym wydaniu dzieła z tego roku znajduje się dedykacja od Giuseppiego dla Francesco Radaglio, dubrownickiego kupca. W drugiej edycji z tego samego roku dzieło zostało zadedykowane przez Patrizi byłemu biskupowi Cypru, Giacomo Ragazzoniemu. W 1582 roku została wydana w Lyonie francuska wersja traktatu. Trzecie wydanie włoskie pochodzi z Brescii, z roku 1602.
W 1975 roku tekst traktatu został przedrukowany w Zagrzebiu na podstawie pierwszego weneckiego wydania. W 1985 roku wersja ta była podstawą chorwackiego tłumaczenia Žarko Muljačicia i Rikarda Radičevicia, wydanego także w Zagrzebiu. W 1989 roku dzieło zostało opublikowane w Dubrowniku w wersji dwujęzycznej. We Florencji zostały w tym czasie odnalezione przez włoskiego uczonego Ugolino Tucciego dwa rękopisy – jeden z 1484 roku wykonany przez Giovanniego Strozzi (rękopis „S”), drugi (rękopis „M”) – anonimowy, bez daty i niepełny, także datowany przez badaczy na wiek XV. Rękopis „S” został wydany w 1990 roku przez Tucciego w Wenecji i opatrzony szerokim komentarzem. Najstarszy rękopis dzieła Benedykta Cotruglio odnaleziono jednak w Maltańskiej Bibliotece Narodowej dzięki pracy takich badaczy jak Paul Oskar Kristeller, Anne J. van der Helm oraz Johanna Postma i jest datowany na rok 1475. Rękopis ten został sporządzony przez Marino de Raphaeli de Ragusa w Neapolu.